# Received Pronunciation
Received Pronunciation (também conhecido como R.P., inglês Oxford ou Inglês da BBC) é a pronúncia padrão da língua inglesa utilizada no Reino Unido. Estudantes estrangeiros de inglês britânico aprendem essa modalidade de inglês nas escolas. Dicionários de língua inglesa produzidos no Reino Unido e a mídia britânica também adotam a Received Pronunciation como padrão, embora haja muitos sotaques diferentes na Grã-Bretanha.
Received Pronunciation tem mais em comum com os dialetos do que foi denominado South East Midlands, em particular o Triângulo Dourado das universidades, nomeadamente Londres, Oxford e Cambridge, e as escolas públicas que as alimentavam, como Eton, Harrow e Rugby. Em 1922, a BBC selecionou RP como seu padrão de transmissão, citando como uma razão o fato de ser amplamente compreendido globalmente.
Ainda que a Received Pronunciation não seja intrinsecamente superior às formas de pronúncia de outras variedades do inglês, fatores sociolinguísticos lhe conferem um prestígio especial na Inglaterra e no País de Gales. No entanto, desde a Segunda Guerra Mundial, uma maior permissividade em relação aos sotaques regionais da língua inglesa se estabeleceu na educação e nos meios de comunicação na Inglaterra.

## Características
A Received Pronunciation é não-rótica. Isto significa que, em palavras que terminam com um 'r' (como, por exemplo, car: 'carro'), o 'r' final não é pronunciado. Outras palavras têm sons com vogais longas. Por exemplo, o 'a' em bath ('banho') rima com far (longe) mas não rima com cat (gato).